# Elizabeth Jenns
Elizabeth Jenns (Kidderminster, Worcestershire, Inglaterra, janeiro de 1911 – Condado de Fond du Lac, 11 de janeiro de 1968) foi uma uma atriz britânica da década de 1930.
Jenns casou-se com o ator Harry Crocker no final de 1936. Ela fez sua estreia no cinema norte-americano no filme A Star Is Born, atuando ao lado de Fredric March e Janet Gaynor.

## Filmes
- 1937 A Star Is Born - como Anita Regis
- 1935 Full Circle - como Leonora Allway
- 1935 Jimmy Boy - como a princesa
- 1934 Love, Life And Laughter - como atriz
- 1934 Leave It To Blanche - como Blossom
- 1933 The Fortunate Fool - como Mildred
- 1933 Channel Crossing - como atriz